# Paradise (What About Us?)
Paradise (What About Us?) es un EP de la banda neerlandesa de metal sinfónico Within Temptation de su sexto álbum de estudio Hydra. Fue lanzado el 27 de septiembre con tres canciones de su próximo álbum en sus versiones de demostración y también acompañando a un video musical. Además de las listas de música oficiales, el EP alcanzó la cuarta posición en iTunes charts de música europeos en el mismo día de su lanzamiento y la 17 ª posición a nivel mundial.
Turunen lanzó un remix de la canción principal en su EP de 2016 The Brightest Void, junto con los propios Within Temptation.

## Recepción
La primera reseña llegó del sitio web PlanetMosh. El crítico Simon Bower le dio una puntuación de 10 sobre 10 y elogió la EP describiendo el material como un "anticipos astutos de lo que será el nuevo álbum, por tratarse de maquetas [...] que, presumiblemente, aparecerán en un estado completo y pulido cuando se acerque la fecha de publicación." También opinó que el próximo álbum "promete ser el más aventurero y diverso hasta la fecha".
El crítico Rhian Westbury le dio una puntuación de 8 sobre 10 en el sitio Hit the Floor y aplaudió la canción titular y la combinación de las voces de Turunen den Adel con el comentario que el contraste entre ambas "aporta algo extra a la canción, que suena mejor que si solo la hubiera interpretado el cantante de la banda". También describió las tres demos "tan limpias y acabadas como la canción de apertura", elogiando su calidad y afirmando que "no hay que dejarse engañar por el uso de la palabra [maqueta] [...], si no fuera por los momentos en que se oye hablar al principio y al final de alguna, no se daría nadie cuenta."
La página web británica Bring the Noise también dio al EP una crítica positiva, con una puntuación de 9/10; escribieron que "Within Temptation siempre van a entregar lo que se espera de ellos; el estilo sigue siendo el mismo, pero eso no tiene nada de malo. Cada una de las canciones logra sonar diferente, las letras siempre son inspiradas y la banda sigue siendo uns de las más talentosas en el género del metal sinfónico".
Otro sitio británico, Rock n Reel,le concedió al EP una puntuación de 4/5, y comentó que la canción titular "tiene todo lo necesario para ser un tema de primera categoría de Within Temptation" y que los dos vocalistas ejecutan "todo a la perfección". Al mismo tiempo criticó las voces roncas en "Silver Moonlight" y el estribillo de "Dog Days" como "con potencial para el álbum", si bien necesitados de más trabajo. Para finalizar, añadió que "la banda demuestra lo buenos que son y que se han ganado un lugar en la historia del metal".
Una reseña algo menos favorable, pero aun positiva provino de la revista Powerplay, que le dio una puntuación de 7/10 y elogió "la orquestación magnífica, las voces etéreas y las melodías irresistibles" de la canción titular, pero comentando que las maquetas sonaban "crudas y desnudas", aunque mostraban "calidad potencial" para aparecer en el próximo álbum en su versión final.

## Vídeo musical
El video musical de "Paradise (What About Us?)" se lanzó a través de Vevo en YouTube el 26 de septiembre y el video principalmente corta entre la banda y las imágenes de un páramo posapocalíptico como consecuencia de una guerra nuclear.
En el desierto, dos personas se ven con equipo de protección caminando en una civilización en ruinas, en busca de lo que parecen ser partes de una máquina. Una vez que se encuentran las partes, eventualmente arrastran las piezas por una pendiente arenosa, donde ensamblan y activan la máquina, enviando un rayo de luz al cielo que hace que llueva. A medida que el desierto comienza a mostrar signos de vida, los dos personajes se quitan el casco y se revela que son dos chicas jóvenes.
Tiempo después, una jungla es vista cuando Tarja y Sharon, implicadas como las dos chicas años después, se paran frente a la máquina. Se van y la luz roja de la máquina se apaga, habiendo completado su propósito ya que el mundo ahora es independiente.

## Personal
Miembros de la banda
- Sharon den Adel - Voz
- Martijn Spierenburg - Teclados
- Robert Westerholt - Guitarra, guturales
- Stefan Helleblad - Guitarra rítmica
- Ruud Jolie - Guitarra líder
- Jeroen van Veen - Bajo eléctrico
- Mike Coolen - Batería

Música invitada
- Tarja Turunen - Voz en pista 1

## Lista de canciones
| N.º | Título                                                | Duración |  |
| 1.  | «Paradise (What About Us?)» (featuring Tarja Turunen) | 5:21     |  |
| 2.  | «Let Us Burn» (Demo Version)                          | 5:38     |  |
| 3.  | «Silver Moonlight» (Demo Version)                     | 5:14     |  |
| 4.  | «Dog Days» (Demo Version)                             | 4:56     |  |

## Posicionamiento
| Gráfico (2013)                                  | Pico de posición |
| ----------------------------------------------- | ---------------- |
| Finlandia (Radiosoittolista)                    | 23               |
| Finlandia (Latauslista)                         | 13               |
| Francia (SNEP)                                  | 160              |
| Alemania (Media Control AG)                     | 81               |
| Japón (Oricon)                                  | 135              |
| Países Bajos (Single Top 100)                   | 80               |
| Suiza (Schweizer Hitparade)                     | 64               |
| Reino Unido (UK Rock - Official Charts Company) | 6                |
| Estados Unidos (Billboard 200)                  | 196              |
| Estados Unidos (Top Hard Rock Albums)           | 12               |